# EuroPride

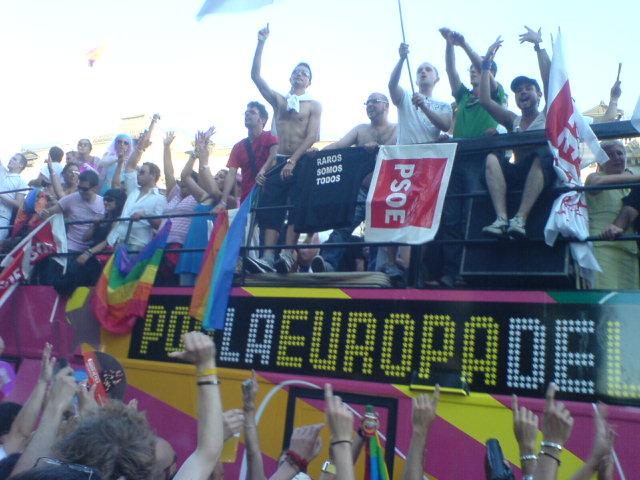
EuroPride 2007 w Madrycie przyciągnęła 2,5 mln osób.

EuroPride – coroczna parada LGBT z okazji Christopher Street Day (CSD) w jednym z miast europejskich.
Począwszy od 1991 European Pride Organizer's Association przyznaje jednemu z miast tytuł „EuroPride”. Demonstracja CSD jest w tym mieście wtedy odpowiednio większa, co w zamyśle organizatorów ma temu wydarzeniu nadać większy rozmach, a tym samym przyciągnąć uwagę opinii publicznej na sprawy LGBT.

## Miasta gospodarze EuroPride
- 1992 –  Londyn
- 1993 –  Berlin
- 1994 –  Amsterdam
- 1996 –  Kopenhaga
- 1997 –  Paryż
- 1998 –  Sztokholm
- 2000 –  Rzym
- 2001 –  Wiedeń
- 2002 –  Kolonia
- 2003 –  Manchester
- 2004 –  Hamburg
- 2005 –  Oslo
- 2006 –  Londyn
- 2007 –  Madryt – ok. 2,5 mln uczestników
- 2008 –  Sztokholm – ok. 80 tys. uczestników
- 2009 –  Zurych – ok. 100 tys. uczestników
- 2010 –  Warszawa[1] – ok. 10 tys. uczestników[2]
- 2011 –  Rzym – ok. 1 mln uczestników
- 2012 –  Londyn
- 2013 –  Marsylia
- 2014 –  Oslo[3]
- 2015 –  Ryga[3]
- 2016 –  Amsterdam
- 2017 –  Madryt
- 2018 –  Sztokholm i Göteborg
- 2019 –  Wiedeń
- 2020 –  Saloniki